# Eritritol
Eritritól ((2R,3S)-butan-1,2,3,4-tetraol) je sladkorni alkohol (vrsta poliolov), ki je odobren za uporabo kot aditiv v živilih v večini držav.  Odkril ga je škotski kemik John Stenhouse leta 1848. Nahaja se v nekaj vrstah sadja in v fermentiranih živilih. Na industrijski ravni se pridobiva iz glukoze prek fermentacije s kvasovko Moniliella pollinis. Eritritol ima 60–70 % sladkosti saharoze (namiznega sladkorja), vendar pa je skoraj brez kalorij, ne vpliva na krvni sladkor in ne povzroča zobne gnilobe. Delno se absorbira v telesu, preostanek se izloča z urinom in blatom. Po zahtevah ameriške Uprave za hrano in zdravila (FDA) za označevanje ima kalorično vrednost 0,2 kcal na gram (95 % manj kot sladkor in drugi ogljikovi hidrati), se pa hranilno označevanje razlikuje od države do države. V nekaterih državah, kot so ZDA in Japonska, ga označujejo kot brezkaloričnega; Evropska unija ga označuje z 0 kcal/g.

## Eritritol in človeška prebava
V telesu se večina eritritola iz tankega črevesa absorbira v krvni obtok, nato pa se večidel izloči nespremenjen z urinom. Približno 10 % preide v debelo črevo. Ker se 90 % eritritola absorbira, preden preide v debelo črevo, običajno ne povzroči odvajalnega učinka, kar je pogosta posledica uživanja drugih sladkornih alkoholov (kot sta ksilitol in maltitol), čeprav zelo veliki odmerki lahko povzročijo slabost in kruljenje želodca.

## Stranski učinki
Na splošno eritritol pri redni uporabi nima stranskih učinkov. Odmerki nad 50 g lahko povzročajo povečano slabost in kruljenje želodca. Redko lahko eritritol povzroči alergijsko koprivnico (urtikarijo).
V primerjavi z drugimi sladkornimi alkoholi črevesne bakterije eritritol tudi mnogo teže prebavijo, zato je manj verjetno, da povzroči plin ali napihnjenost kot drugi polioli, kot so maltitol, sorbitol ali laktitol.
Po študiji iz leta 2014 naj bi eritritol učinkoval kot insekticid na vinsko mušico Drosophila melanogaster. Ovira motorne sposobnosti in skrajša življenjsko dobo, tudi če ima muha na voljo hranilne sladkorje.

## Proizvodnja
Eritritol se industrijsko proizvaja začenši z encimsko hidrolizo koruznega škroba do glukoze. Glukoza se nato fermentira s kvasovkami ali drugimi glivami, da se proizvede eritritol. Druge metode proizvodnje, kot je na primer elektrokemijska sinteza, so še v razvoju.

## Fizikalne lastnosti

### Entalpijska sprememba raztopine
Eritritol ima močan hladilni učinek (endotermna ali pozitivna entalpijska sprememba raztopine), ko se raztaplja v vodi, kar se pogosto kombinira s hladilnim učinkom mete. Hladilni učinek je prisoten le, če eritritol še ni raztopljen v vodi, npr. z eritritolom sladkana glazura, čokoladna ploščica, žvečilni gumi ali trdi bonboni. Hladilni učinek eritritola je zelo podoben ksilitolovemu in je med najmočnejšimi hladilnimi učinki vseh sladkornih alkoholov.

### Mešanice za sladkorju podobne lastnosti
Eritritol se pogosto uporablja kot sredstvo, s katerim se lahko dostavljajo intenzivna sladila, posebno derivati stevie, kar služi tako za zagotavljanje volumna in okusa, podobnih namiznemu sladkorju. Dietne pijače se pogosto izdelujejo s to mešanico; poleg glavnega sladila vsebujejo še eritritol. Poleg intenzivnih sladil se eritritol pogosto kombinira tudi z drugimi zajetnimi sestavinami, ki kažejo sladkorju podobne značilnosti, ki bolje posnemajo saharozino teksturo in nje občutek v ustih. Hladilni učinek eritritola je redko želen, zato se uporabljajo druge sestavine, da razredčijo ali izničijo ta učinek. Eritritol ima tudi nagnjenost, da kristalizira in ni tako topen kot saharoza, tako da se lahko določene sestavine uporabljajo za omiljenje te pomanjkljivosti. Poleg tega eritritol ni higroskopen, kar pomeni, da nase ne veže vlage, kar lahko povzroči izsušitev proizvodov, zlasti peciva, če se pri izdelavi ne uporabi še kaka druga higroskopna sestavina.
Inulin se pogosto uporablja v kombinaciji z eritritolom, ker z njim daje komplementarno negativno entalpijsko spremembo raztopine (eksotermni ali grelni učinek pri raztapljanju pomaga izničiti eritritolov hladilni učinek) in ker ima nekristalizirajoče lastnosti. Vendar pa ima inulin nagnjenost k povzročanju plinov in napihnjenosti, če ga zaužijemo v zmernih ali velikih količinah, zlasti če nanj nismo navajeni. Včasih se z eritritolom uporabljajo tudi drugi alkoholni sladkorji, zlasti izomalt zaradi njegove minimalne pozitivne entalpijske spremembe raztopine in glicerin, ki ima negativno entalpijsko spremembo raztopine, zmerno higroskopnost in nekristalizirajočo tekočo obliko.

## Eritritol in bakterije
Eritritol je zobem prijazen; oralne bakterije ga ne morejo metabolizirati, zato ne prispeva k zobni gnilobi.
Eritritol prednostno uporabljajo bakterije Brucella spp. Prisotnost eritritola v posteljicah koz, krav in prašičev naj bi domnevno bila vzrok za nabiranje brucel na teh mestih.

## Zastarele sopomenke iz 19. stoletja
V 19. in v začetku 20. stoletja so bile v uporabi razne sopomenke za eritritol: eritrol, eritrit, eritoglucin, eriglucin, eritromanit in ficit.